# São Pedro (Balsemão)
Koordinaten: 41° 5′ 34,5″ N, 7° 48′ 17,3″ W
Die Kirche São Pedro de Balsemão (auch Capela de São Pedro de Balsemão) liegt am Südrand der Stadt Lamego in Portugal. Eine Fassade aus dem 17. Jahrhundert verdeckt eine stark umgebaute, im Ursprung jedoch westgotische Kapelle aus dem 7. Jahrhundert, die man für die älteste in Portugal hält.

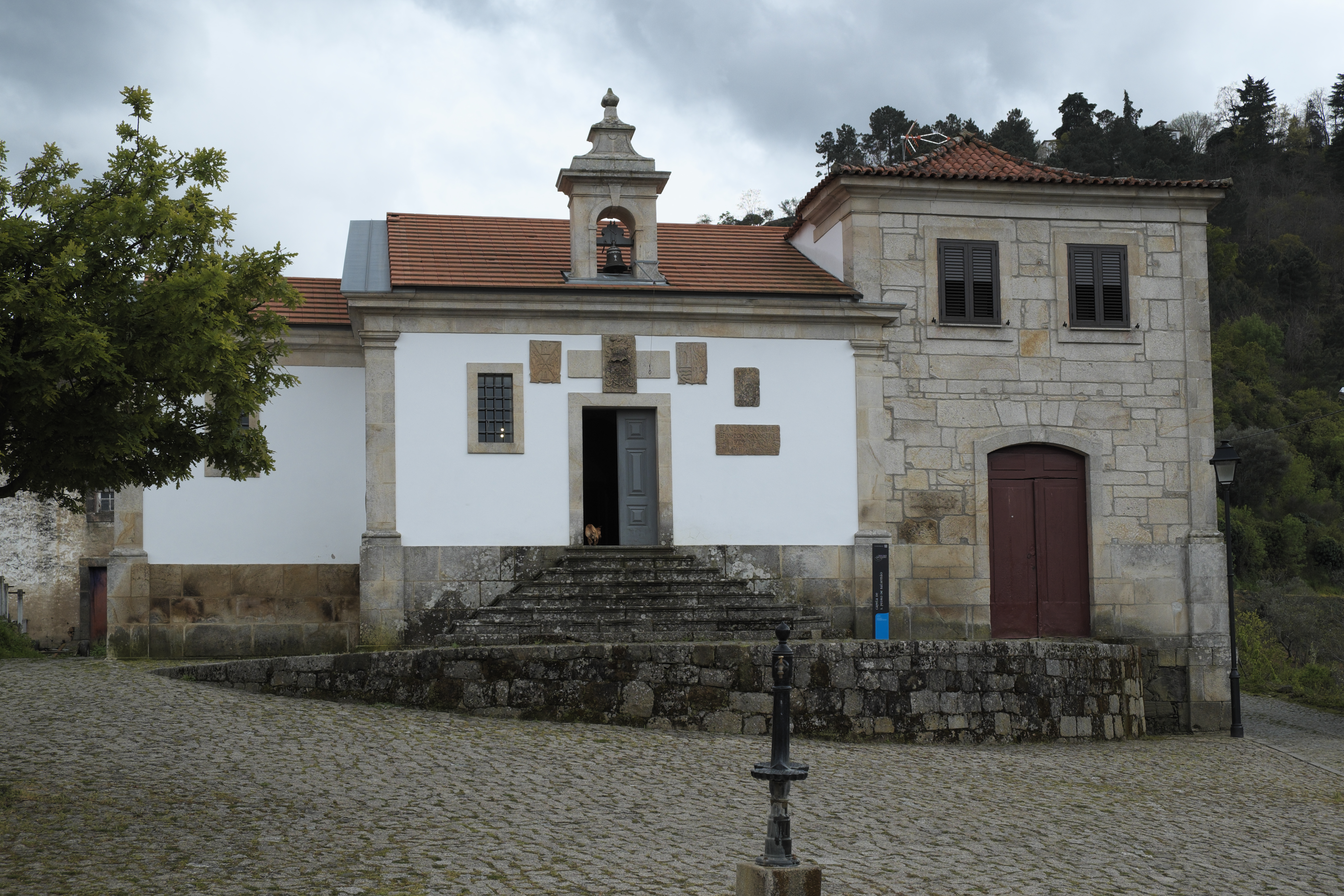
Außenansicht mit der Fassade des 17. Jahrhunderts

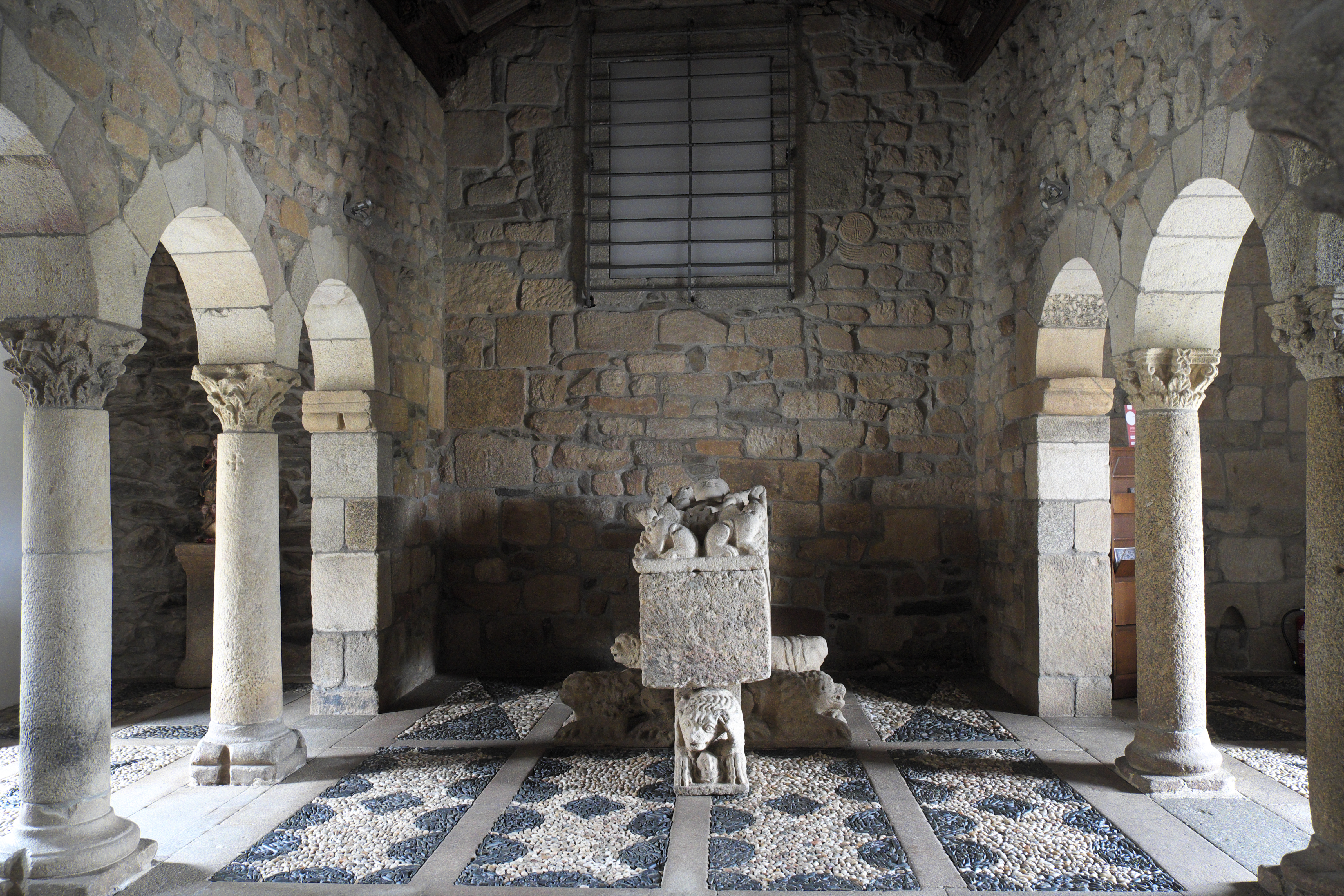
Innenansicht mit Sarkophag des Bischofs Alfonso Pires

## Architektur
Zum alten Bestand gehört die in westgotischer Quadertechnik ausgeführte Stirnseite des Mittelschiffes mit ihren seitlichen Maueransätzen und dem nachträglich erhöhten, aber wieder ausgefüllten Hufeisenbogen am Eingang zum Altarraum.
Der jetzt tragende kleinere innere Bogen wird im unteren Teil von eingestellten Säulen und oberhalb von friesartig in den Wandverband eingezogenen Kämpferkonsolen gestützt. Die das Schiff seitlich begrenzenden hinteren Mauerzungen weisen dieselben Konsolen auf. Die Reliefs aller vier Konsolen bestehen aus Rhomben, Taubändern und Zirkelschlägen. Sie erinnern an Dekors von den eisenzeitlichen Plätzen der Castrokultur. Ein Altarpfeiler mit Reliefkreuz fand als Baumaterial in einem Nebenraum Verwendung. Im kleinen untersetzten Schiff deuten die Mauern auf die Wiederverwendung römischer Materialien. Bemerkenswert ist der Sarkophag des Bischofs von Porto Alfonso Pires, der 1362 starb. Er ist mit Flachreliefs verziert. Die liegende Figur wird von zwei Engeln emporgehoben.